# Voxna
Voxnabruk est une localité (småort (de)) en Suède située dans la region Hälsingland, faisant partie de la province de  Gävleborg.
Elle fait partie d'Ovanåker et est située sur l'ancien chemin de fer Voxna–Lobonäs (de).